# سانهي
سانهي (بالصينية: 三河) هي مدينة من مدن الصين. يبلغ عدد سكانها 480,000 نسمة وذلك حسب إحصائيات سنة 2004. تبلغ مساحتها 643 كم².